# Роберт-Ріхард Цапп
Роберт-Ріхард Цапп (нім. Robert-Richard Zapp; 3 квітня 1904, Гермерсгайм — 17 липня 1964, Кіль) — німецький офіцер-підводник, фрегаттен-капітан (1 січня 1945). Кавалер Лицарського хреста Залізного хреста.

## Життєпис
1 травня 1923 року вступив на флот. Служив на міноносцях, в частинах ППО. В квітні 1940 року переведений в підводний флот. Як вахтовий офіцер здійснив короткий похід на підводному човні U-46 Енгельберта Ендрасса. 2 січня 1941 року призначений командиром підводного човна U-66, на якому здійснив 5 походів (провівши в морі в цілому 264 діб). Під час операції «Паукеншлаг» потопив 5 суден (водотоннажністю 33 456 брт). У другому поході до берегів США Цапп потопив 6 суден водотоннажністю 43 946 брт.
Всього за час військових дій Цапп потопив 16 суден загальною водотоннажністю 106 200 брт і пошкодив 1 судно водотоннажністю 12 502 брт. Цапп знаходиться на 27 місці серед німецьких підводників.
| Дата            | Назва корабля                  | Тип                   | Тоннаж | Вантаж                                                | Екіпаж | Загиблі | Країна             | Конвой |
| --------------- | ------------------------------ | --------------------- | ------ | ----------------------------------------------------- | ------ | ------- | ------------------ | ------ |
| 29 червня 1941  | George J. Goulandris           | Торговий пароплав     | 4,345  | Цукор                                                 | 28     | 0       | Королівство Греція | SL-78  |
| 29 червня 1941  | Kalypso Vergotti               | Торговий пароплав     | 5,686  | 7000 тонн залізної руди                               | 36     | 36      | Королівство Греція | SL-78  |
| 30 червня 1941  | Saint Anselm                   | Торговий пароплав     | 5,614  | 2150 тонн чавуну, 650 тонн льону і 5154 тонни арахісу | 67     | 34      | Британська імперія | SL-78  |
| 19 липня 1941   | Holmside                       | Торговий пароплав     | 3,433  | Баласт                                                | 37     | 21      | Британська імперія | OG-67  |
| 26 вересня 1941 | I.C. White                     | Паровий танкер        | 7,052  | 62 390 барелів сирої нафти                            | 37     | 3       | Панама             |        |
| 18 січня 1942   | Allan Jackson                  | Паровий танкер        | 6,635  | 72 870 барелів сирої нафти                            | 35     | 22      | США                |        |
| 19 січня 1942   | Lady Hawkins                   | Пасажирський пароплав | 7,988  | 2908 тонн генеральних вантажів і 213 пасажирів        | 322    | 251     | Канада             |        |
| 22 січня 1942   | Olympic                        | Паровий танкер        | 5,335  | Сира нафта                                            | 35     | 35      | Панама             |        |
| 24 січня 1942   | Empire Gem                     | Тепловий танкер       | 8,139  | 10 692 тонни моторного бензину і 920 тонн техніки     | 51     | 49      | Британська імперія |        |
| 24 січня 1942   | Venore                         | Торговий пароплав     | 8,017  | 8000 тонн залізної руди                               | 41     | 17      | США                |        |
| 14 квітня 1942  | Korthion                       | Торговий пароплав     | 2,116  | Боксити                                               | 23     | 14      | Королівство Греція |        |
| 16 квітня 1942  | Amsterdam                      | Паровий танкер        | 7,329  | 9500 тонн нафти                                       | 40     | 2       | Нідерланди         |        |
| 17 квітня 1942  | Heinrich von Riedemann         | Тепловий танкер       | 11,020 | 127 041 барель сирої нафти                            | 44     | 0       | Панама             |        |
| 26 квітня 1942  | Alcoa Partner                  | Торговий пароплав     | 5,513  | 8500 тонн бокситової руди                             | 35     | 10      | США                |        |
| 29 квітня 1942  | Harry G. Seidel                | Тепловий танкер       | 10,354 | Баласт                                                | 50     | 2       | Панама             |        |
| 2 травня 1942   | Sandar                         | Тепловий танкер       | 7,624  | 11 500 тонн мазуту                                    | 37     | 3       | Норвегія           |        |
| 3 травня 1942   | Geo. W. McKnight (пошкоджений) | Тепловий танкер       | 12,502 | Баласт                                                | 55     | 0       | Британська імперія | ON-87  |

21 червня 1942 року призначений командиром 3-ї флотилії в Ла-Рошелі. В кінці війни з моряків, які перебували в Ла-Рошелі, був сформований морський полк Цаппа. З ним Цапп брав участь в боях і в травні 1945 року здався французьким військам. В 1947 році звільнений.

## Звання[4]
- Обер-матрос (1 жовтня 1925)
- Зее-кадет (12 жовтня 1926)
- Єфрейтор (1 квітня 1927)
- Фенріх-цур-зеє (1 квітня 1928)
- Обер-мат (1 липня 1928)
- Обер-фенріх-цур-зеє (1 червня 1930)
- Лейтенант-цур-зее (1 жовтня 1930)
- Обер-лейтенант-цур-зее (1 травня 1933)
- Капітан-лейтенант (1 квітня 1936)
- Корветтен-капітан (1 квітня 1941)
- Фрегаттен-капітан (30 січня 1945)

## Нагороди
- Сілезький Орел 2-го і 1-го ступеня
- Медаль «За вислугу років у Вермахті» 4-го і 3-го класу (12 років; 2 жовтня 1936) — отримав 2 нагороди одночасно.
- Нагрудний знак підводника (14 травня 1941)
- Залізний хрест 2-го і 1-го класу (6 серпня 1941) — отримав 2 нагороди одночасно.
- Двічі відзначений у Вермахтберіхт (27 січня і 7 травня 1942)
- Лицарський хрест Залізного хреста (23 квітня 1942)
- Хрест Воєнних заслуг 2-го класу з мечами (30 січня 1945)